# Loxostege eurychrysa
Loxostege eurychrysa là một loài bướm đêm trong họ Crambidae.